# Kaiser der Franzosen
Kaiser der Franzosen (französisch Empereur des Français) war der Titel, den Napoleon I. und Napoleon III. aus dem Haus Bonaparte von 1804 bis 1814/15 bzw. von 1852 bis 1870 als Staatsoberhäupter des Ersten und Zweiten Französischen Kaiserreichs innehatten.

## Erstes Kaiserreich

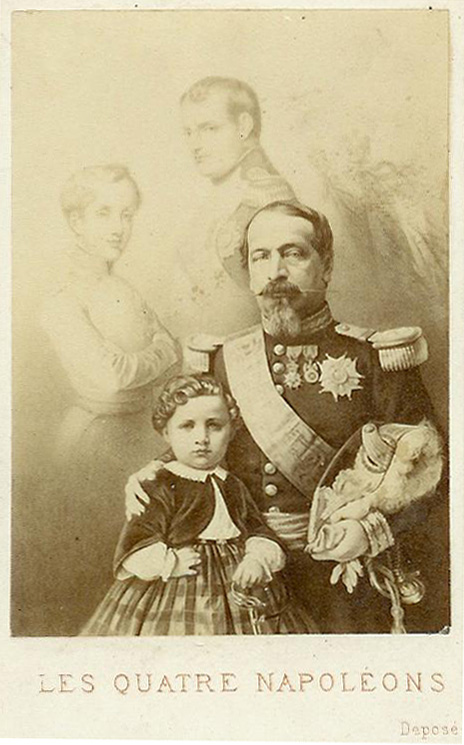
Die ersten vier Napoleone

Titel und Amt wurden durch die Kaiserproklamation Napoleon Bonapartes durch den Senat und durch seine Krönung in der Kathedrale Notre-Dame de Paris am 2. Dezember 1804 geschaffen.
Die Formulierung „Kaiser der Franzosen“ brachte zum Ausdruck, dass Napoleon durch den Willen der Nation über das französische Volk herrschte und den französischen Staat nicht als von Gottes Gnaden empfangenen, persönlichen Besitz betrachtete, wie es der monarchische Titel des Ancien Régime, „König von Frankreich“, angedeutet hatte. Die neuartige Bezeichnung wurde also der Tatsache gerecht, dass das Kaiserreich eine konstitutionelle Monarchie war, die die Errungenschaften der Französischen Revolution und der Ersten Französischen Republik wahren sollte. Der Titel sollte also verdeutlichen, dass die Krönung Napoleons keine Wiederherstellung der 1789 gestürzten Monarchie war, sondern die Einführung eines neuen politischen Systems: eines modernen Nationalstaats, in dem das Feudalsystem abgeschafft war und dessen Einwohner keine Untertanen, sondern gleichberechtigte Bürger waren. Die Formen, in denen der Titel künstlerisch veranschaulicht und ästhetisiert wurde, waren gleichwohl von tradierten Symbolen und Ikonografien der Monarchie und des antiken Cäsarentums geprägt.
Napoleons Herrschaft endete erstmals 1814 mit der Restauration der Bourbonen und seinem Gang ins Exil nach Elba. Endgültig scheiterte er nach seiner kurzfristigen Rückkehr während der Herrschaft der Hundert Tage: Am 22. Juni 1815 wurde er in der Schlacht von Waterloo besiegt, auf die Insel Sankt Helena in die Verbannung geschickt. Dort starb er am 5. Mai 1821.

## Zweites Kaiserreich
Zu Restauration der bonapartistischen Herrschaft kam es nach der Februarrevolution von 1848. Napoleons Neffe Louis-Napoléon Bonaparte ließ sich zunächst zum Präsidenten der Zweiten Republik wählen, doch schon 1851 führte er einen Staatsstreich aus, in dem das Parlament, die Nationalversammlung, entmachtet wurde. Im Jahr darauf, am 7. November 1852, ließ er sich per Plebiszit zum Kaiser wählen. An dem für seine Dynastie symbolischen Datum des 2. Dezember wurde er 1852 als Napoleon III. zum Kaiser der Franzosen gekrönt. Das Zweite Kaiserreich bestand bis zum 4. September 1870, nachdem Napoléon III. bei der Schlacht von Sedan im Deutsch-Französischen Krieg in Gefangenschaft geraten und in Paris für abgesetzt erklärt worden war. Nach vergeblichen Restaurationsversuchen ging er ins Exil nach Großbritannien, wo er am 9. Januar 1873 starb.

## Thronprätendenten
Seit dem Tod von Napoleons III. einzigem Sohn, Louis Napoléon, im Jahr 1879 galten unterschiedliche Vertreter des Hauses Bonaparte als Anwärter auf den französischen Kaiserthron. Der derzeitige Prätendent ist Charles, Prinz Napoleon (* 1950; Napoleon VII.), der am 3. Mai 1997 Chef des Hauses wurde. Seine Position wird jedoch von seinem Sohn Jean-Christophe, Prinz Napoléon (* 1986), angefochten, der im Testament seines verstorbenen Großvaters Louis Napoléon (1914–1997) (Napoleon VI.) als Erbe eingesetzt wurde.